# Cañaveral de pasiones
A Cañaveral de pasiones (magyarul kb. Szenvedélyek kenete) egy 1996-ban készült mexikói telenovella, melyet a Televisa készített. Főszereplői: Daniela Castro, Juan Soler, Francisco Gattorno és Azela Robinson. Producerei a híres színészházaspár, Humberto Zurita és Christian Bach voltak. A sorozat elnyerte az 1996-os év legjobb sorozatáért járó díjat, és az évtized egyik legsikeresebb szériája lett. A telenovella a 2012-es Abismo de pasión (Bűnös vágyak) című sorozat eredeti változata. A 92 részből álló sorozatot Magyarországon nem mutatták be.

## Történet
A történet egy kis faluban, San Benitóban játszódik, Veracruz államban. A Montero és a Santos család jó barátságban él egymással. Amador Montero (César Évora) a helyi cukorüzem, a La Aurora tulajdonosa, legjobb barátja, Fausto Santos (Leonardo Daniel) pedig a cukornádültetvényéről szolgáltatja az üzembe a terméseit. A múltban azonban versengtek egy nő, Margarita Faberman (Felicia Mercado) szerelméért. A nő végül Faustóhoz ment feleségül, amit Amador tiszteletben tartott, és lemondott Margaritáról. Amador felesége, Josefina (Angélica Aragón), viszont biztos benne, hogy a férje éppen vele csalja meg őt. A féltékeny asszony elülteti a bogarat Fausto fülébe is. Margarita húga, Dinorah (Azela Robinson), aki szentebbnek akarja mutatni magát a nővérénél, nem olyan jólelkű, mint amilyennek látszik. Az igazság az, hogy igazából ő Amador szeretője. Kettejük viszonyáról, egy üzemi munkás, Amador jobbkeze, Rufino Mendoza (Roberto Ballesteros) tud csak, aki tartja a hátát főnökéért. Fausto és Margarita lánya, Julia (Zoraida Gómez), Amador és Josefina fiával, Pablóval (Sebastián Zurita), és a falu árvájával, Juan de Diossal (Raúl Castellanos) barátkozik. A kis árvát, Josefina öccse, Refugio "Cuco" atya (Fernando Balzaretti), a falu papja neveli, mivel csecsemőkorában az édesanyja a templom kapujában hagyta. Hamarosan hármójukhoz csatlakozik a falu javasasszonyának, Remediosnak (Josefina Echánove) az unokája, Mireya (Marisol Centeno) is. Dinorah és Amador elhatározzák, hogy együtt elszöknek a faluból. Mikor erre Margarita rájön, bezárja húgát a szobájába, és ő találkozik Amadorral a megbeszélt helyen, hogy lebeszélje a férfit abszurd ötletéről. A meglepett Amador, látva hogy Margarita szállt be autójába, visszafordul Dinoráért. Szeretőjéhez azonban soha nem ér oda, ugyanis a kormányon veszekedve Margaritával, halálos autóbalesetet szenvednek. A balesetnek csupán egyetlen szemtanúja van, Remedios. Hamarosan Fausto is a helyszínre érkezik, és megtalálja a két holttestet. Mindenki azt hiszi a faluban, hogy az elhunytak szeretők voltak. A bizonyítást csak Rufino tudná megcáfolni, akinek birtokában van két repülőjegy, Amador és Dinorah nevére. Dinorah elhatározza, hogy behálózza sógorát, mivel mindig is szerelmes volt belé. A kis Juliában a dadusa, Prudencia (Alma Delfina), és a keresztszülei, Samuel (Jorge Russek) és Amalia (María Eugenia Ríos) tartják a lelket. Dinorah gyűlöli az unokahúgát, mivel a nővére és az általa hőn szeretett férfi gyereke. Josefina mindenhol csak gyalázza Margarita emlékét. Dinorah elveteti magát az elkeseredett Faustóval, ugyanis kiderül, hogy terhes. Az agyafúrt nő gond nélkül varrja sógora nyakába a néhai Amador Montero gyerekét. Egy véletlen baleset következményeként, melyért Juliát hibáztatja, az újszülött fiú azonban meghal, amit a nagynéni a későbbiekben többször is felró unokahúgának. Julia és Pablo között szorosabb viszony kezd kialakulni, amit Josefina azzal akadályoz meg, hogy fiát, minél messzebb a falutól, elküldi tanulni, így tartva távol ellensége lányától.
Évek elteltével Julia (Daniela Castro) érett nővé vált, akinek nap mint nap meg kell küzdenie nénikéje és a saját apja gyűlöletével. Dinorah ugyanis elhitette Faustóval, hogy nem az ő lánya. Julia legjobb barátai még mindig, Mireya (Patricia Navidad) és Juan de Dios (Francisco Gattorno). Juan időközben beleszeretett Juliába, Mireya pedig őbelé. Azonban Julia, a hosszú idő ellenére, még mindig Pablót (Juan Soler) szereti. Josefina mindent megtesz azért, hogy Juliát ne szeressék az anyja vétke miatt. Remedios nem mer beszélni a balesetről, amit a saját két szemével látott. Időközben Rufino, Josefina jobbkeze lett, aki annak ellenére, hogy tudja a férje igazi szeretőjének kilétét, nem beszél. A férfi az üzemet irányítja, Pablo távollétében, és reméli, hogy soha nem veszi át tőle a helyét. Pablo viszont készül visszatérni szülőfalujába, menyasszonyával, Ginával (Marisol Santacruz) és annak apjával, Rafaellel (Tony Bravo), valamint nagybátyjával, a nőcsábász Guillermóval (Rodrigo Abed), aki Juliát is megkörnyékezi. Pablo szíve, hiába van menyasszonya, még mindig Juliáért dobog. Juan és Pablo ellenségekké válnak, Julia szerelme miatt. Hamarosan visszatér a faluba, Socorro Carrasco is (Elizabeth Dupeyrón), aki közel akar kerülni a fiához, akit egykor elhagyott, mivel a fiú néhai apjának örökségére fáj a foga. A fiú nem más, mint Juan de Dios, kinek apja pedig Amador Montero volt. Dinorah rájön, hogy Rufinónál vannak a repülőjegyek, amik lebuktathatják, ezért elhatározza, hogy megkörnyékezi a férfit. Rufino nem bánja a nő közeledését, mivel mindig is tetszett neki. Dinorah álmában sem gondolja, hogy Socorro felbukkanása keresztül húzhatja a terveit. Vajon Julia és Pablo, Josefina és Fausto tiltásai, valamint a rosszakaróik cselszövései ellenére, egymáséi lehetnek valaha? És vajon fény derül a múltbéli titokra, ami tisztára moshatja Margarita Faberman nevét?

## Szereplők
| Színész(nő)         | Szerepnév                     |
| ------------------- | ----------------------------- |
| Daniela Castro      | Julia Santos Faberman         |
| Juan Soler          | Pablo Montero Rosales         |
| Francisco Gattorno  | Juan de Dios Montero Carrasco |
| Azela Robinson      | Dinorah Faberman de Santos    |
| Angélica Aragón     | Josefina Rosales de Montero   |
| Roberto Ballesteros | Rufino Mendoza                |
| Patricia Navidad    | Mireya                        |
| Leonardo Daniel     | Fausto Santos                 |
| Fernando Balzaretti | Refugio "Cuco" Rosales atya   |
| Alma Delfina        | Prudencia                     |
| Jorge Russek        | Samuel Aldapa                 |
| Elizabeth Dupeyrón  | Socorro Carrasco              |
| Josefina Echánove   | Remedios                      |
| Marisol Santacruz   | Gina Elizondo                 |
| Norma Lazareno      | Hilda de Cisneros             |
| Rodrigo Abed        | Guillermo Elizondo            |
| Aracely Arámbula    | Leticia Cisneros              |
| Dacia Arcaráz       | Rosario "Chayo"               |
| Tony Bravo          | Rafael Elizondo               |
| Liza Willert        | Carlota                       |
| Gilberto Román      | Dr. Alejandro Cisneros        |
| Roberto Miquel      | Enrique Cisneros              |
| Héctor Cruz         | Vicente                       |
| Josafat Luna        | Leopoldo                      |
| María Eugenia Ríos  | Amalia de Aldapa              |
| Carlos Navarro      | Gildardo                      |
| César Évora         | Amador Montero                |
| Felicia Mercado     | Margarita Faberman de Santos  |
| Zoraida Gómez       | Gyerek Julia                  |
| Sebastián Zurita    | Gyerek Pablo                  |
| Raúl Castellanos    | Gyerek Juan de Dios           |
| Marisol Centeno     | Gyerek Mireya                 |
| Lorenzo de Rodas    | Püspök                        |

## Érdekességek
- Daniela Castro és Juan Soler később ismét együtt játszottak a Me declaro culpable című sorozatban.
- Daniela Castro és Francisco Gattorno később ismét játszottak együtt, az El noveno mandamiento és Az én bűnöm című sorozatokban is.
- César Évora, Francisco Gattorno, Azela Robinson, Alma Delfina és Raúl Castellanos, ismét együtt játszott a Julieta című sorozatban. Castellanos abban is Gattorno karakterének fiatal változatát játszotta.
- César Évora és Azela Robinson a Julietán kívül, Az ősforrás és a Mundo de fieras című sorozatokban is játszott együtt.
- Juan Soler és Patricia Navidad, az Angela sorozatban is játszott együtt.
- Roberto Ballesteros, Norma Lazareno és Liza Willert, ismét együtt játszottak, a Szeretni bolondulásig című sorozatban.
- Aracely Arámbula, Marisol Santacruz, Josefina Echánove és Elizabeth Dupeyrón, később az Acapulco szépe című sorozatban is játszottak együtt.
- Marisol Santacruz, Josefina Echánove és Roberto Miquel, később az Esperanza sorozatban is együtt szerepeltek.
- César Évora, Liza Willert és Lorenzo de Rodas, ismét együtt szerepeltek A mostoha című sorozatban.
- Patricia Navidad és Fernando Balzaretti, korábban már játszottak együtt, az Acapulco cuerpo y alma című sorozatban is.
- César Évora, Zoraida Gómez és Sebastián Zurita, a későbbiekben, ismét együtt játszottak, A szerelem nevében című sorozatban is.
- Azela Robinson és Felicia Mercado, a későbbiekben ismét játszottak együtt, a Kettős játszma című sorozatban is, azonban közös jelenetük nem volt, mivel Mercado a sorozat elején szerepelt, míg Robinson a széria második felében.
- Francisco Gattorno és César Évora, játszottak a sorozat feldolgozásában, az Abismo de pasión (Bűnös vágyak) sorozatban is. Évora szerepet ismételt, Gattorno pedig megörökölte Héctor Cruztól, Vicente karakterét, akit az új változatban Brauliónak hívnak.
- A sorozatnak 2 remake-je készült. Az egyik a 2003-as brazil Canavial de Paixões, az SBT-től. Főszereplői: Bianca Castanho, Gustavo Haddad, Ana Cecília és Thierry Figueira voltak. A másik sorozat pedig a nálunk is vetített, 2012-es Abismo de pasión, magyarul: Bűnös vágyak, melyet szintén a Televisa készített. Főszereplői: Angelique Boyer, David Zepeda, Blanca Guerra és Sabine Moussier voltak.